# Loops
|  | Denne artikel er oprettet af botten PalnaBot ud fra en ekstern database. Den kan derfor have sproglige fejl eller mangler. Denne skabelon kan fjernes efter kontrol af indholdet. |

Loops er en dokumentarfilm instrueret af Steen Schapiro efter manuskript af Steen Schapiro.

## Handling
Hvad er forholdet mellem porno og dagligdags kultur? I fem eksperimentelle sex-sekvenser udfordres publikum ved på en gang at opleve vild, hardcore sex på tværs af køn og klicheer, samtidig med at elskerne ser os i øjnene og fortæller os om spiritualitet, politik, graviditet, feminisme og meget mere.